# Cầu Chaloem La 56
Cầu Chaloem La 56 (tiếng Thái: สะพานเฉลิมหล้า 56), còn được gọi là Cầu Hua Chang (สะพานหัวช้าง; nghĩa đen: cầu đầu voi), là một cây cầu ở phó quận Thanon Phetchaburi, quận Ratchathewi và phó quận Wang Mai, quận Pathum Wan thuộc Bangkok. Cây cầu bắc qua Khlong Saen Saep (kênh Saen Saep) trên Đường Phaya Thai.

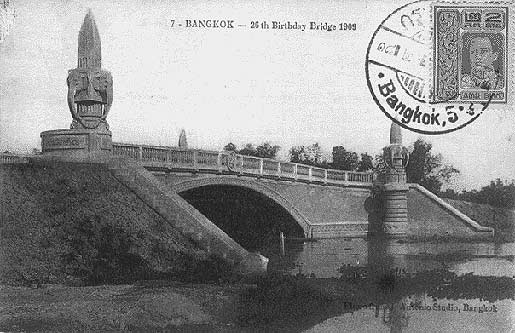
Cầu Chaloem La 56 trên tấm bưu thiếp năm 1909

Cầu Chaloem La 56 là một trong ba cây cầu còn sót lại trong chuỗi cầu Chaloem. Hai cây cầu còn lại là Cầu Chaloem Phan 53 ở quận Bang Rak và Sathon, với Cầu Chaloem Lok 55 nằm gần đó. Vào ngày 18 tháng 3 năm 1975 nó đã được đăng ký là một trong những di tích cổ của Bangkok.